# Clasmatocolea moniliformis
Clasmatocolea moniliformis là một loài Rêu trong họ Geocalycaceae. Loài này được J.J. Engel mô tả khoa học đầu tiên năm 1979.